# Strömsundsbroen
Strömsundbroen er en skråstagsbro, som fører E45 over Ströms Vattudal i Strömsund, Jämtland, Sverige.
Broen er 332 m lang med et 182 m langt spænd. Den blev åbnet i 1956, og det var den første store skråstagsbro i verden, tegnet af pioneren indenfor skråstagsbroer Franz Dischinger (1887-1953) og blev bygget af Demag AG, Duisburg, Tyskland, i årene 1953-1955.

63°51′00″N 15°32′50″Ø / 63.85°N 15.5472222°Ø